# KNVB Beker 1988/89
Het seizoen 1988/89 van de KNVB Beker was de 71ste editie van de Nederlandse voetbalcompetitie, met als inzet de KNVB Beker en een plek in de Europacup II. Het toernooi bestond uit zes knock-outronden. Het toernooi kende PSV als winnaar, het versloeg FC Groningen in de finale en ontving de beker voor de vijfde keer.
In totaal namen 64 teams deel aan de competitie: achttien clubs uit de Eredivisie, negentien clubs uit de Eerste divisie en 27 amateurclubs. De amateurclubs hadden zich in het voorgaande seizoen via kampioenschappen, districtsbekers en periodetitels voor het toernooi geplaatst.
De eerste ronde vond plaats op 1 en 2 oktober 1988. De finale was op 25 mei 1989. PSV versloeg Groningen in de finale met 4-1.

## Verloop
In de eerste ronde kregen de 27 amateurclubs en de vijf in het vorig seizoen laagst geëindigde teams uit de Eerste divisie een thuiswedstrijd toegewezen. Vijf amateurclubs wisten zich ten koste van een profclub te plaatsen voor de tweede ronde: Rijnsburgse Boys, Spakenburg, VVOG, VC Vlissingen en Blauw Wit. PSV won maar nipt van de amateurs van Rheden (2-1).
Van de amateurclubs kwam VVOG uiteindelijk tot de derde ronde en Vlissingen zelfs tot de kwartfinale. Vlissingen (met een tot dan toe onbekende Peter van Vossen) versloeg achtereenvolgens De Graafschap, BVV Den Bosch en Telstar, voordat het werd uitgeschakeld door FC Den Haag. VVOG werd in de derde ronde met 1-0 verslagen door FC Groningen, dat vervolgens in de kwartfinale Ajax met maar liefst 3-0 uitschakelde.
De halve finales gingen tussen PSV en Eerste-divisionist FC Den Haag en FC Groningen en Willem II en eindigden in respectievelijk 5-2 en 5-1. Voor Groningen was het de eerste keer in de historie dat het zich plaatste voor de bekerfinale. PSV won hierin echter, met 4-1. Het doelpunt van Romário in de tweede minuut van de wedstrijd is het snelste doelpunt in een KNVB Bekerfinale ooit. PSV veroverde in het jaar 1989 ook de landstitel en verzekerde zich zodoende van de dubbel. Doordat PSV tevens landskampioen was geworden, plaatste FC Groningen zich als verliezend bekerfinalist voor de Europacup II 1989/90.

## Eerste ronde
| Datum             | Wedstrijd                     | Uitslag                    | Scoreverloop |
| ----------------- | ----------------------------- | -------------------------- | --- |
| 30 september 1988 | IJsselmeervogels – RKC        | 0 – 2 (0 – 0)              | 63' André Hoekstra 0-1, 77' André Hoekstra 0-2 |
| 1 oktober 1988    | ACV – sc Heerenveen           | 1 – 3 n.v. (1 – 1) (0 – 0) | 55' Gerrit Visscher 0-1, 57' Arnold Bos 1-1, 117' Pieter Bijl 1-2, 119' Jan de Jonge (pen) 1-3 |
| 1 oktober 1988    | Bennekom – FC Groningen       | 1 – 2 (1 – 0)              | 16' Hans Nijhuis 1-0, 55' Henny Meijer 1-1, 67' René Eijkelkamp 1-2 |
| 1 oktober 1988    | DOSK – AZ                     | 0 – 4 (0 – 1)              | 28' David Loggie 0-1, 63' David Loggie 0-2, 77' Hans Visser 0-3, 88' Roelf-Jan Tiktak 0-4 |
| 1 oktober 1988    | DOVO – VVV                    | 3 – 5 (0 – 4)              | 2' Jeroen Boere 0-1, 20' Jeroen Boere 0-2, 29' Jeroen Boere 0-3, 44' Jos Luhukay 0-4, 57' Dragan Ristić 1-4, 61' Wim van Silfhout 2-4, 77' Jos Luhukay 2-5, 80' Ronald Spelbos (pen) 3-5                                                       |
| 1 oktober 1988    | Emmen – Willem II             | 2 – 7 (1 – 4)              | 10' Willem van der Ark 0-1, 16' Guus van der Borgt 0-2, 20' Willem Brouwer 1-2, 25' Anno de Kleine 1-3, 29' Willem van der Ark 1-4, 60' Willem van der Ark 1-5, 72' Guus van der Borgt 1-6, 74' Willem van der Ark 1-7, 85' Willem Brouwer 2-7 |
| 1 oktober 1988    | Enter Vooruit – FC Volendam   | 0 – 3 (0 – 2)              | 18' Johan Steur (pen) 0-1, 33' Johan Steur 0-2, 70' Steve van Dorpel 0-3 |
| 1 oktober 1988    | Helmond Sport – N.E.C.        | 2 – 0 (0 – 0)              | 61' Fred Donkers 1-0, 70' Fred Donkers 2-0 |
| 1 oktober 1988    | SC Heracles '74 – FC Utrecht  | 2 – 3 (0 – 3)              | 9' Marco Boogers 0-1, 15' Rob Alflen (pen) 0-2, 22' Rob Alflen 0-3, 46' Folkert Velten 1-3, 74' Evert Bleuming (pen) 2-3 |
| 1 oktober 1988    | NAC – Telstar                 | 0 – 0 n.v.                 | Telstar wint na strafschoppen |
| 1 oktober 1988    | NSVV – FC Twente              | 1 – 4 (0 – 1)              | 17' Pieter Huistra 0-1, 54' Martin Koopman 0-2, 71' Robin Schmidt 0-3, 76' Andy Scharmin (e.d.) 1-3, 80' John Neijenhuis 1-4 |
| 1 oktober 1988    | Quick Boys – Fortuna Sittard  | 1 – 2 (0 – 1)              | 5' John Clayton 0-1, 60' Floor van Duyn 1-1, 73' Roger Reijners (pen) 1-2 |
| 1 oktober 1988    | Rijnsburgse Boys – SC Cambuur | 3 – 2 (0 – 2)              | 32' Tony McNulty 0-1, 34' Willy Carbo 0-2, 55' Carlo de Leeuw (e.d.) 1-2, 65' Wim Hooijmans 2-2, 85' Huug Aandewiel 3-2 |
| 1 oktober 1988    | RVVH – MVV                    | 0 – 7 (0 – 3)              | 10' Alfons Arts (pen) 0-1, 30' Erwin Vanderbroeck 0-2, 40' Hans Vincent 0-3, 55' Alfons Arts 0-4, 64' Reginald Thal 0-5, 79' Hans Vincent 0-6, 83' Hans Vincent 0-7                                                                            |
| 1 oktober 1988    | Spakenburg – DS '79           | 3 – 2 (2 – 1)              | 15' Frank van der Woude 0-1, 25' Joop van der Groep (pen) 1-1, 30' Ben van de Hoek 2-1, 57' Ben van de Hoek 3-1, 76' Victor Tebbens 3-2 |
| 1 oktober 1988    | De Treffers – FC Haarlem      | 0 – 4 (0 – 2)              | 6' Joop van der Ing (e.d.) 0-1, 33' Wout Holverda 0-2, 61' Wout Holverda 0-3, 90' Raymond Atteveld 0-4 |
| 1 oktober 1988    | Venray – PEC Zwolle '82       | 1 – 2 (0 – 0)              | 49' Ed Roos 0-1, 58' Peter van der Waart (pen) 0-2, 73' Leon Vievermans 1-2 |
| 1 oktober 1988    | VVOG – Excelsior              | 3 – 1 (1 – 0)              | 23' Evert-Jan Jansen 1-0, 53' Dennis Valentijn 1-1, 60' Gérard van der Nooij 2-1, 87' Evert-Jan Jansen 3-1 |
| 2 oktober 1988    | De Bataven – FC Wageningen    | 0 – 3 (0 – 2)              | 11' Marc van Dijk 0-1, 38' Ulrich Cruden 0-2, 85' Arne Koeman 0-3 |
| 2 oktober 1988    | Blauw Wit – Go Ahead Eagles   | 1 – 0 (0 – 0)              | 89' Dave Markus 1-0 |
| 2 oktober 1988    | DHC – Vitesse                 | 1 – 4 (0 – 3)              | 12' Martin Laamers 0-1, 32' John van den Brom 0-2, 35' Edward Sturing 0-3, 62' John van den Brom 0-4, 84' Peter Menhere 1-4 |
| 2 oktober 1988    | Elinkwijk – Eindhoven         | 0 – 1 (0 – 1)              | 5' Pascal Maas 0-1 |
| 2 oktober 1988    | SC Enschede – RBC             | 0 – 2 (0 – 1)              | 38' Wendel Fräser 0-1, 85' Jan Leendertse 0-2 |
| 2 oktober 1988    | Geldrop – Roda JC             | 2 – 5 (2 – 2)              | 6' Michel Boerebach 0-1, 9' Gerard Brouns (pen) 1-1, 25' Frans van der Heide 2-1, 31' Pierre Blättler 2-2, 67' John van Loen 2-3, 79' John van Loen 2-4, 90' Eric van der Luer 2-5                                                             |
| 2 oktober 1988    | Longa – Sparta Rotterdam      | 1 – 4 (0 – 3)              | 2' Edwin Vurens 0-1, 14' Greg Campbell 0-2, 41' Greg Campbell 0-3, 46' Ron van den Berg 0-4, 58' Erwin de Rooy 1-4 |
| 2 oktober 1988    | OVV – BVV Den Bosch           | 0 – 4 (0 – 2)              | 6' Ruud Brood 0-1, 15' Jack de Gier 0-2, 62' Henk Grim 0-3, 70' Fred van der Hoorn 0-4 |
| 2 oktober 1988    | RCH – Feyenoord               | 0 – 5 (0 – 2)              | 3' Martin van Geel 0-1, 13' Zier Tebbenhoff 0-2, 78' David Mitchell 0-3, 88' Tom Krommendijk 0-4, 89' Ton Lokhoff 0-5 |
| 2 oktober 1988    | Rheden – PSV                  | 1 – 2 (1 – 2)              | 1' Gerald Vanenburg 0-1, 12' Søren Lerby 0-2, 28' Peter Tillman 1-2 |
| 2 oktober 1988    | Rohda Raalte – FC Den Haag    | 1 – 1 n.v. (1 – 1) (0 – 0) | 55' Zinnenberg 1-0, 85' Frans Danen 1-1 FC Den Haag wint na strafschoppen |
| 2 oktober 1988    | SVV – Ajax                    | 0 – 6 (0 – 3)              | 8' Aron Winter 0-1, 37' Aron Winter 0-2, 40' Frank Roosa (e.d.) 0-3, 73' Richard Witschge 0-4, 89' Aron Winter 0-5, 90' Stefan Pettersson 0-6                                                                                                  |
| 2 oktober 1988    | TOP – BV Veendam              | 2 – 3 n.v. (1 – 1) (0 – 0) | 46' Ron Jans (pen) 0-1, 60' Ruud van Lith 1-1, 95' Ed de Groot 2-1, 110' Grads Fühler 2-2, 120' Lubbe van Dijk 2-3 |
| 2 oktober 1988    | Vlissingen – De Graafschap    | 2 – 1 (0 – 0)              | 53' Paul Schipper 1-0, 56' Peter van Vossen 2-0, 65' John Leeuwerik 2-1 |

## Tweede ronde
| Datum            | Wedstrijd                    | Uitslag                    | Scoreverloop |
| ---------------- | ---------------------------- | -------------------------- | --- |
| 18 november 1988 | Spakenburg – AZ              | 1 – 4 (1 – 2)              | 29' Marc Verroen 0-1, 32' Ben van de Hoek 1-1, 45' Maurice van Ham 1-2, 35' Henk Groot 1-3, 90' Henk Groot 1-4                                                                 |
| 19 november 1988 | Fortuna Sittard – FC Haarlem | 1 – 1 n.v. (1 – 1) (1 – 0) | 42' Nico Jalink 1-0, 64' Rini van Roon 1-1 Fortuna Sittard wint na strafschoppen                                                                                               |
| 19 november 1988 | MVV – sc Heerenveen          | 1 – 3 (0 – 2)              | 27' Jan de Jonge 0-1, 37' René Groen 0-2, 54' John van den Wildenberg 0-3, 70' Guy François 1-3                                                                                |
| 19 november 1988 | PSV – FC Volendam            | 2 – 1 (0 – 0)              | 54' Romário 1-0, 56' Johan Steur 1-1, 73' Ronald Koeman 2-1 |
| 19 november 1988 | Rijnsburgse Boys – Willem II | 2 – 4 (1 – 0)              | 18' Wim Hooijmans 1-0, 50' Bud Brocken (pen) 1-1, 67' Fons Mallien 1-2, 77' Willem van der Ark 1-3, 79' Willem van der Ark 1-4, 86' Hans Zwaan 1-5                             |
| 19 november 1988 | VVOG – Helmond Sport         | 3 – 1 n.v. (1 – 1) (0 – 1) | 20' Jan Juffer (e.d.) 0-1, 69' Evert-Jan Jansen 1-1, 97' Heinen Jansen 2-1, 103' Gérard van der Nooij 3-1                                                                      |
| 19 november 1988 | VVV – FC Groningen           | 3 – 4 n.v. (3 – 3) (3 – 2) | 18' Jos Luhukay 1-0, 27' Earnest Stewart 2-0, 32' Jos Luhukay 3-0, 34' René Eijkelkamp 3-1, 38' Jos Roossien 3-2, 63' Marco Koorman 3-3, 105' Henny Meijer 3-4                 |
| 20 november 1988 | Ajax – PEC Zwolle '82        | 4 – 1 (2 – 1)              | 9' Dennis Bergkamp 1-0, 9' Fred Patrick 1-1, 38' Arnold Mühren 2-1, 47' Dennis Bergkamp 3-1, 61' Rob Witschge 4-1                                                              |
| 20 november 1988 | Blauw Wit – Sparta Rotterdam | 1 – 3 (0 – 1)              | 2' Ron van den Berg 0-1, 55' Ronald Lengkeek 0-2, 62' Ron van den Berg (pen) 0-3, 70' Dave Markus 1-3                                                                          |
| 20 november 1988 | FC Den Haag – Roda JC        | 1 – 0 (0 – 0)              | 54' Leo Schellevis 1-0 |
| 20 november 1988 | Eindhoven – Telstar          | 2 – 3 n.v. (2 – 2) (1 – 0) | 14' Jos van Aerts 1-0, 49' Walter Smak 1-1, 80' Walter Smak 1-2, 83' René van de Kerkhof 2-2, 99' Jelle Visser 2-3                                                             |
| 20 november 1988 | FC Twente – BV Veendam       | 1 – 0 (0 – 0)              | 53' Mika Lipponen 1-0 |
| 20 november 1988 | FC Utrecht – RBC             | 5 – 0 (4 – 0)              | 18' Gerrit Plomp (pen) 1-0, 23' Gijs Steinmann 2-0, 37' Erik Willaarts 3-0, 42' Erik Willaarts 4-0, 61' Rob Alflen 5-0                                                         |
| 20 november 1988 | FC Wageningen – Vitesse      | 1 – 5 (0 – 1)              | 7' John van den Brom 0-1, 55' Jurrie Koolhof 0-2, 56' Raymond de Vries 0-3, 75' Jurrie Koolhof 0-4, 77' Glenn Sonneville 0-5, 90' Thijs Waterink (pen) 1-5                     |
| 8 januari 1989   | RKC – Feyenoord              | 1 – 6 (0 – 4)              | 14' Włodzimierz Smolarek 0-1, 35' Marcel Brands 0-2, 37' René Hofman 0-3, 40' Włodzimierz Smolarek 0-4, 59' Peter Houtman 0-5, 73' André Hoekstra 1-5, 79' Martin van Geel 1-6 |
| 15 januari 1989  | Vlissingen – BVV Den Bosch   | 2 – 0 (1 – 0)              | 34' Peter van Vossen 1-0, 60' Peter van Vossen 2-0 |

## Derde ronde
| Datum            | Wedstrijd                      | Uitslag       | Scoreverloop                                                                                                |
| ---------------- | ------------------------------ | ------------- | --- |
| 1 februari 1989  | Vitesse – sc Heerenveen        | 1 – 0 (0 – 0) | 67' Rick Hilgers 1-0                                                                                        |
| 3 februari 1989  | Telstar – Vlissingen           | 0 – 2 n.v.    | 99' Paul Schipper 0-1, 118' Ronald van Oeveren 0-2                                                          |
| 4 februari 1989  | Ajax – FC Utrecht              | 2 – 1 (2 – 0) | 16' Dennis Bergkamp 1-0, 28' Mark Verkuijl (pen) 2-0, 84' Erik Willaarts 2-1                                |
| 4 februari 1989  | AZ – Fortuna Sittard           | 2 – 1 (0 – 1) | 8' Roger Reijners 0-1, 75' Phillip Cocu 1-1, 82' Marc Verroen 2-1                                           |
| 4 februari 1989  | VVOG – FC Groningen            | 0 – 1 (0 – 0) | 89' Jos Roossien 0-1                                                                                        |
| 5 februari 1989  | FC Den Haag – Sparta Rotterdam | 3 – 2 (3 – 1) | 8' Michel Beukers 0-1, 26' Frans Danen 1-1, 39' Frans Danen 2-1, 42' Heini Otto 3-1, 74' Michel Beukers 3-2 |
| 15 februari 1989 | Feyenoord – Willem II          | 0 – 2 (0 – 2) | 4' Guus van der Borgt 0-1, 38' Guus van der Borgt 0-2                                                       |
| 15 februari 1989 | PSV – FC Twente                | 2 – 0 (1 – 0) | 41' Gerald Vanenburg 1-0, 60' Gerald Vanenburg 2-0                                                          |

## Kwartfinales
| Datum            | Wedstrijd                | Uitslag                    | Scoreverloop                                                               |
| ---------------- | ------------------------ | -------------------------- | -------------------------------------------------------------------------- |
| 19 februari 1989 | Vlissingen – FC Den Haag | 0 – 3 (0 – 2)              | 19' Edwin Post 0-1, 45' Frans Danen 0-2, 85' Heini Otto 0-3                |
| 8 maart 1989     | AZ – PSV                 | 0 – 2 (0 – 2)              | 16' Romário 0-1, 37' Romário (pen) 0-2                                     |
| 8 maart 1989     | Willem II – Vitesse      | 1 – 1 n.v. (1 – 1) (0 – 0) | 51' Anne Evers 0-1, 53' Hans Werdekker 1-1 Willem II wint na strafschoppen |
| 15 maart 1989    | FC Groningen – Ajax      | 3 – 0 (2 – 0)              | 3' René Eijkelkamp 1-0, 17' Henny Meijer 2-0, 51' René Eijkelkamp 3-0      |

## Halve finales
| Datum         | Wedstrijd                | Uitslag       | Scoreverloop |
| ------------- | ------------------------ | ------------- | --- |
| 12 april 1989 | FC Groningen – Willem II | 5 – 1 (2 – 0) | 26' Edwin Olde Riekerink 1-0, 45' Eric Groeleken 2-0, 46' Wilco van Buuren 2-1, 62' René Eijkelkamp 3-1, 74' Edwin Olde Riekerink 4-1, 85' Eric Groeleken 5-1 |
| 12 april 1989 | PSV – FC Den Haag        | 5 – 2 (2 – 1) | 16' Heini Otto 0-1, 34' Juul Ellerman 1-1, 35' Gerald Vanenburg 2-1, 55' Ron de Roode 2-2, 60' Juul Ellerman 3-2, 76' Søren Lerby 4-2, 85' Hans Gillhaus 5-2  |

## Finale
|                               |                                                |               |                  |                                                                                     |
| 25 mei 1989 Finale KNVB Beker | PSV                                            | 4 – 1 (2 – 0) | FC Groningen     | Stadion Feijenoord, Rotterdam Toeschouwers: 9.483 Scheidsrechter: John Blankenstein |
| 25 mei 1989 Finale KNVB Beker | Romário 2' Juul Ellerman 4', 53' Wim Kieft 79' |               | 78' Henny Meijer | Stadion Feijenoord, Rotterdam Toeschouwers: 9.483 Scheidsrechter: John Blankenstein |

| PSV | Groningen |

| PSV:           |                    |     |
|                |                    |     |
| DM             | Hans van Breukelen |     |
| RB             | Eric Gerets        | 68' |
| CB             | Adick Koot         |     |
| CB             | Ronald Koeman      |     |
| LB             | Jan Heintze        |     |
| CM             | Gerald Vanenburg   |     |
| CM             | Berry van Aerle    |     |
| CM             | Søren Lerby        |     |
| RV             | Romário            |     |
| SP             | Wim Kieft          | 80' |
| LV             | Juul Ellerman      |     |
| Wisselspelers: |                    |     |
| VD             | Stan Valckx        | 68' |
| AV             | Hans Gillhaus      | 80' |
| Trainer:       |                    |     |
| Guus Hiddink   |                    |     |

| FC Groningen:  |                      |
|                |                      |
| DM             | Johan Tukker         |
| RB             | Harry Sinkgraven     |
| CB             | Marco Koorman        |
| CB             | Claus Boekweg        |
| LB             | Jan Veenhof          |
| DM             | Jan van Dijk         |
| CM             | Edwin Olde Riekerink |
| CM             | Jos Roossien         |
| AM             | Theo ten Caat        |
| SP             | Henny Meijer         |
| SP             | René Eijkelkamp      |
| Trainer:       |                      |
| Hans Westerhof |                      |

| KNVB Beker 1988/89 |
| ------------------ |
| PSV Vijfde titel   |